# Michael Beach
Michael Anthony Beach (Roxbury, 1963. október 30. –) amerikai színész.

## Fiatalkora
1963. október 30-án született a massachusettsi Roxburyben, Boston elővárosában. A Juilliard Schoolban szerzett Bachelor of Fine Arts végzettséget.

## Magánélete
1998-ban vette feleségül Tracey Beachet. A házasságuk 2016-ban véget ért. A következő évben feleségül vette Elisha Wilsont.

## Filmográfia

### Film
| Év   | Magyar cím                        | Eredeti cím                 | Szerep                  | Magyar hang            |
| ---- | --------------------------------- | --------------------------- | ----------------------- | ---------------------- |
| 1986 | Az arany utcában                  | Streets of Gold             | Sonny                   | Szokol Péter           |
| 1987 | Holtvágányon                      | End of the Line             | Alvin                   | Debreczeny Csaba       |
| 1987 | A gyanúsított                     | Suspect                     | parkolóőr               | Rudolf Péter           |
| 1988 |                                   | In a Shallow Grave          | Quintus Pearch          |                        |
| 1989 | A mélység titka                   | The Abyss                   | Barnes                  | Zágoni Zsolt           |
| 1989 | Kőkemény diri                     | Lean on Me                  | Mr. Darnell             |                        |
| 1990 | Higgy neki, hisz zsaru            | Internal Affairs            | Dorian Fletcher         | Rudolf Péter           |
| 1990 | A megtörhetetlen                  | Cadence                     | Webb                    | Háda János             |
| 1990 | A megtörhetetlen                  | Cadence                     | Webb                    | Crespo Rodrigo         |
| 1991 | Villamosszék Kft.                 | Guilty as Charged           | Hamilton                | Csík Csaba Krisztián   |
| 1991 | Kései vacsora                     | Late for Dinner             | Dr. David Arrington     | Juhász György          |
| 1992 | Egy rossz lépés                   | One False Move              | Lane „Pluto” Franklin   | Sinkovits-Vitay András |
| 1993 | Tiszta románc                     | True Romance                | Wurlitzer nyomozó       | Mikula Sándor          |
| 1993 | Tiszta románc                     | True Romance                | Wurlitzer nyomozó       | Szatmári Attila        |
| 1995 | Az igazira várva                  | Waiting to Exhale           | John Harris Sr.         |                        |
| 1996 | Testvérek között                  | A Family Thing              | Virgil Murdoch          |                        |
| 1997 | Véráldozat (Álarc mögött a hóhér) | Casualties                  | Clark Cooper            | Selmeczi Roland        |
| 1997 | A mama főztje                     | Soul Food                   | Miles Jenkins           | Imre István            |
| 1998 | Johnny, a dögkeselyű              | Johnny Skidmarks            | Mike                    |                        |
| 1999 | Embervadászok                     | Made Men                    | Miles/Kapitány          | Gesztesi Károly        |
| 2008 | Első vasárnap                     | First Sunday                | Deacon                  | Szűcs Sándor           |
| 2012 | Vörös hajnal                      | Red Dawn                    | Jenkins polgármester    |                        |
| 2012 |                                   | Sparkle                     | Bryce tiszteletes       |                        |
| 2013 | Megtört város                     | Broken City                 | Tony Jansen             |                        |
| 2013 | Szuperorkán                       | 500 MPH Storm               | Simon Caprisi           | Varga Gábor            |
| 2013 | Insidious – A gonosz háza         | Insidious: Chapter 2        | Sendal nyomozó          | Schneider Zoltán       |
| 2015 | A tenger alatt járó kölyök        | The Submarine Kid           | Marc                    |                        |
| 2016 | A hazafiak napja                  | Patriots Day                | Deval Patrick kormányzó |                        |
| 2016 |                                   | The Bounce Back             | George                  |                        |
| 2017 |                                   | No Postage Necessary        | Harry                   |                        |
| 2018 | Háborgó mélység 2.                | Deep Blue Sea 2             | Carl Durant             |                        |
| 2018 | Ha a Beale utca mesélni tudna     | If Beale Street Could Talk  | Frank Hunt              | Kálid Artúr            |
| 2018 | Aquaman                           | Aquaman                     | Jesse Kane              | Gesztesi Károly        |
| 2019 | A világ pereme                    | Rim of the World            | Khoury tábornok         |                        |
| 2020 | Örökség                           | Inheritanc                  | Harold Thewlis          |                        |
| 2020 | Szuperagy                         | Superintelligence           | Saul Gomez tábornok     | Papucsek Vilmos        |
| 2021 | Hajsza egy gyilkos után           | Midnight in the Switchgrass | Yarbrough nyomozó       | Barabás Kiss Zoltán    |
| 2021 | A vadnyugat törvényei szerint     | The Harder They Fall        | Nat Love apja           |                        |
| 2023 | Fűrész X.                         | Saw X                       | Henry Kessler           | Papucsek Vilmos        |

Rövidfilmek
- 1996: Dr. Hugo	– Hobbs
- 1998: A Room Without Doors – Dee
- 2013: The Exchange – Howard
- 2014: Only Light – Roy
- 2019: Soliloquy or The Goose – Duck atya (hangja)
- 2021: Unspoken – Dr. Berman

### Televízió
Tévéfilmek
| Év   | Magyar cím                         | Eredeti cím                           | Szerep               | Magyar hang      |
| ---- | ---------------------------------- | ------------------------------------- | -------------------- | ---------------- |
| 1986 | Tony Cimo                          | Vengeance: The Story of Tony Cimo     | Rudolph Tyner        | Háda János       |
| 1988 |                                    | Weekend War                           | Wiley                |                  |
| 1988 |                                    | Open Admissions                       | Calvin Jefferson     |                  |
| 1990 |                                    | Dangerous Passion                     | Steve                |                  |
| 1991 | Tűzviharban – A 37. emelet foglyai | Fire: Trapped on the 37th Floor       | Perez                |                  |
| 1993 |                                    | Another Round (rövidfilm)             | Tyrell               |                  |
| 1993 |                                    | Evening Class                         | ismeretlen szerep    |                  |
| 1993 | Utolsó felhívás                    | Final Appeal                          | Thorne nyomozó       |                  |
| 1994 | Knight Rider 2010                  | Knight Rider 2010                     | Marshal Will McQueen | Jakab Csaba      |
| 1994 | Utolsó éjszakai rohanás            | Midnight Run for Your Life            | Pemberton            | Keresztes Sándor |
| 1995 | Gyilkosság nagyvonalakban 2.       | Sketch Artist II: Hands That See      | George               | Dózsa Zoltán     |
| 1996 | Visszapassz                        | Rebound: The Legend of Earl Manigault | Legrand              | Jakab Csaba      |
| 1997 |                                    | Ms. Scrooge                           | Luke tiszteletes     |                  |
| 2002 | Atomhajsza                         | Critical Assembly                     | Wiston FBI-ügynök    | Jakab Csaba      |
| 2009 |                                    | Relative Stranger                     | James Clemons        |                  |
| 2010 |                                    | Night and Day                         | Preston              |                  |
| 2010 |                                    | Gimme Shelter                         | Pen Favinger         |                  |
| 2011 | Natalee Holloway igazsága          | Justice for Natalee Holloway          | Delaney ügynök       | Bognár Tamás     |
| 2011 |                                    | Partners                              | Carl Hickman nyomozó |                  |
| 2013 |                                    | Notes from Dad                        | Manny Gauza          |                  |
| 2015 | CSI: A helyszínelők – A zárófilm   | CSI: Immortality                      | kikötői járőr        |                  |
| 2015 |                                    | Stay                                  | Frank Hess           |                  |
| 2018 |                                    | The Finest                            | Langston Graves      |                  |

Sorozatok

### Videójátékok
| Év   | Cím       | Szerep       | Megjegyzés             |
| ---- | --------- | ------------ | ---------------------- |
| 2020 | Madden 21 | Reggie Brown | hang és motion capture |

## Fordítás
- Ez a szócikk részben vagy egészben  a   Michael Beach című angol Wikipédia-szócikk fordításán alapul.  Az eredeti cikk szerkesztőit annak laptörténete sorolja fel. Ez a jelzés csupán a megfogalmazás eredetét és a szerzői jogokat jelzi, nem szolgál a cikkben szereplő információk forrásmegjelöléseként.